# 桐嶋たける
桐嶋 たける（きりしま たける）は、日本の男性漫画家・イラストレーター。ダミアンきりしま、TAKERUという名義も過去に使用していた。

## 作品一覧
順不同。

### 漫画

#### 連載作品
- 『ゴクドーくん漫遊記』（原作：中村うさぎ）「コミック電撃大王」連載 - 全3巻
- 『ストラトス・フォー』（原作：スタジオファンタジア）「コミック電撃大王」連載 - 単巻
- 『TWIN FALCON』（原作：あやみのる）「週刊少年チャンピオン」連載 - 単巻
- 『ムーンクエスト』1話～20話「コンプティーク」連載、タイトル変更→『ムーンヴォイス』21話～26話「電撃王」連載
- 『オロカものの伝説』「ザ・スニーカー」連載
- 『でもホントはカバが好き』「月刊ヤングHip」「コンプティーク 別冊付録」「電撃王 別冊付録」連載 - 全1巻
- 『神無-KANNA-』「コミック電撃大王」連載 - 全4巻
- 『MELTY BLOOD』（原作：TYPE-MOON・フランスパン）「月刊コンプエース」連載 - 全9巻
  - 『MELTY BLOOD 路地裏ナイトメア』「月刊コンプエース」連載
- 『花のみやこ!』（原案：TYPE-MOON）「月刊コンプエース」連載 - 全3巻
  - 『花のみやこ レジェンド』（個人的、二次創作的同人漫画）イラスト投稿サイトpixiv連載 ※上記作品の続編
- 『蘭陵王』（原作：田中芳樹）「SOZO Comics」短話配信 - 電子合本全3巻（短話全14話）
- 『竜殺しのブリュンヒルド』（原作：東崎惟子）「月刊少年エース」連載 - 全4巻

#### 読切・短編作品
- 『あいしす』「コミックガム」掲載
- 『レインボーゴシップ』「月刊コミックドラゴン」掲載 ※連載が予定されていたのか第1話の表記があるが、以後掲載なし
- 『よにきみょ 世にも奇妙なピアノとブルーとボクとアナタの身にも起こりうる物語』「月刊コンプエース」掲載
- 『品川エデン』「月刊コンプエース」掲載
- 『Aの用心棒』「月刊コンプエース」掲載
- 『CQCQ TURNOVER』「月刊コンプエース」掲載
- まんが人物伝「島秀雄・新幹線をつくった男」まんが作画

他、TYPE-MOON系のアンソロジーコミックなどに執筆している。

### イラスト・挿絵
- 『ゴクドーくん漫遊記』（中村うさぎ 著、角川スニーカー文庫）
- 『ゴクドーくん漫遊記外伝』（中村うさぎ 著、電撃文庫）
- 『KO世紀ビースト三獣士』（あかほりさとる 著、富士見ファンタジア文庫）
- 『はみだしバスターズ』（神代創 著、富士見ファンタジア文庫）
- 『ブロークン・フィスト』（深見真 著、富士見ミステリー文庫）
- N・A・N・O（フルカラー画集）

### ゲーム
- 『イノセントトゥアー』（1996年9月27日発売、ケイエスエス） - 原画